# Magyar Digitális Képkönyvtár

A Magyar Digitális Képkönyvtár (MDK) 2008-2009-ben az Országos Széchényi Könyvtár irányításával és 48 magyar könyvtár összefogásával jött létre. A folyamatosan bővülő digitális képgyűjtemény kialakítását a Reneszánsz Év keretében az Oktatási és Kulturális Minisztérium (jogutódja: NEFMI) támogatta.
Célja a magyar könyvtárakban őrzött képanyagok hozzáférhetővé tétele, felhasználóbarát felületen történő központi szolgáltatás keretében.
A reprezentatív válogatás létrehozásakor elsősorban oktatási, tudományos és kulturális szempontok domináltak. A könyvtárakban őrzött, digitalizált képanyag összegyűjtésével és szolgáltatásával ugyanis a felhasználók áttekintést kaphatnak a gyűjteményekben található értékekről, és szabadon felhasználhatják azokat tanuláshoz, ismeretszerzéshez vagy akár szórakozáshoz.

## Pályázat
A pályázat során 48 könyvtár részesült összesen csaknem 220 milliós támogatásban. A támogatottak között 2 nemzeti gyűjtőkörű könyvtár, 12 egyházi, 8 felsőoktatási, 20 múzeumi és 6 szakkönyvtár szerepel. A legnagyobb összeget természetszerűen (80 millió) a projektet gondozó Országos Széchényi Könyvtár nyerte el.
A legtöbb képet a Szegedi Tudományegyetem Egyetemi Könyvtára adta be, mintegy 9200 darab fényképet, a Fővárosi Szabó Ervin Könyvtár 4000 képet, a Magyar Természettudományi Múzeum pedig 4200 fényképet töltött fel különböző gyűjtőexpedícióiról. A témakörök felsorolása szinte lehetetlen, csak néhány példa: biológia, fizika, földrajz, gépészet, irodalom, kémia, biokémia, képzőművészet, környezetvédelem, matematika, mezőgazdaság, néprajz, orvostudomány, állatorvostan, pedagógia, sport, természettudományok.

## Gyűjtőkör, gyarapítási források
A képkönyvtár gyűjtőköre az Országos Széchényi Könyvtár hatalmas képanyagán túl kiterjed a nagyobb könyvtárakban őrzött magyar vagy magyar vonatkozású kódexekre, helytörténeti fotótárakra, képeslapokra, régi ritka könyvekre és más képi (vagy képként szolgáltatott) dokumentumokra (pl. kéziratokra). A gyűjtés során törekednek arra, hogy lehetőleg a tudományterületek teljes spektrumát felölelje a kínálat. 

## Képkönyvtár modellje és partnerei
Az MDK központi szolgáltatása egy az Országos Széchényi Könyvtár által fejlesztett és üzemeltetett közös adatbázis. A partnerkönyvtárak ide küldik el, töltik fel a digitális dokumentumaik képanyagát a metaadatok szabványos formátumával (MARC, XML) együtt. 
A központi adatbázist kiegészíti az úgynevezett metakereső, amely számos külső képadatbázis és gyűjtemény lekérdezését teszi lehetővé. Ezzel kiegészítve az MDK így a saját adatállománya mellett a felhasználók számára jóval nagyobb körben tud információt szolgáltatni a különböző képi dokumentumokról.
Partnerek:

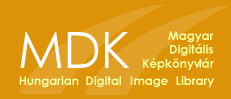
A Magyar Digitális Képkönyvtár logója

- nemzeti és nemzeti gyűjtőkörű könyvtárak
- egyetemi könyvtárak
- országos szakkönyvtárak
- egyházi könyvtárak
- múzeumi könyvtárak
- közkönyvtárak

## Szolgáltatások
Az MDK több szolgáltatást is magában rejt. Maga a célközönség is többrétegű. Célcsoportként egyrészt a köz- és a felsőoktatás szereplőit, a kutatásban tevékenykedőket és az oktatási, illetve magáncélból a kultúra iránt érdeklődőket nevezi meg. Másrészt a részt vevő vagy egyéb képadatbázist építő könyvtárak, intézmények számára is nyújt hatékony szolgáltatásokat:
- Országos Képadatbázis
- Országos Képarchívum a partnerkönyvtárak mesterképei számára
- Metaadat-kitöltő képi dokumentumok számára
- Képi dokumentumok közös keresője

Egyéb szolgáltatások:
- Megrendelési lehetőség regisztrált felhasználók számára: A képkönyvtár közvetlenül az őrzőkönyvtáraknak közvetíti a felhasználók megrendeléseit, amennyiben a képek nagy felbontású változatát szeretnék felhasználni kiadványokhoz, egyéb célokra.
- Képeslapküldés: A felhasználók képeslapokon keresztül felhívhatják barátaik, ismerőseik figyelmét egy-egy érdekesnek tartott képre. Alkalomhoz illően választhatnak és küldhetik el a kiválasztott képi dokumentumot képeslap formában, kísérőszöveggel.
- Puzzle képösszerakó: A játék elsősorban az interaktivitást kedvelő fiatalabb korosztály számára áll rendelkezésre. Segítségével az érdeklődők közelebbről is megismerkedhetnek egy-egy térképpel, plakáttal, képeslappal.
- Nagy felbontású képek szolgáltatása[4]

## Külső hivatkozások
- Magyar Digitális Képkönyvtár